# Ближние Макорты
Ближние Макорты — часть Приазовского национального природного парка (с 2010), ботанический памятник природы местного значения (1984—2010), расположенный на юго-востоке Бердянского горсовета (Запорожская область, Украина). Заказник создан 25 сентября 1984 года. Площадь — 5 га. Управляющая организация заказника — агрокомбинат «Азовский».

## История
Был создан решением Запорожского облисполкома от 25 сентября 1984 года № 315. Вошёл в состав Приазовского национального природного парка — зоны регулируемой рекреации, созданного 10 февраля 2010 года согласно указу Президента Украины Виктора Ющенко.

## Описание
Занимает побережье Белосарайского залива Азовского моря, что восточнее Бердянской косы.
Создан с целью охраны, сохранения, возобновления и рационального использования природных комплексов северо-западного побережья Азовского моря.
Здесь были обнаружены палеонтологические находки, например, скелеты мастодонтов в 1937 году.

## Природа
Ландшафт представлен террасой старого берега Азовского моря. Негативное влияние на естественное состояние природных комплексов оказывают чрезмерный выпас скота, распахивание склонов, рекреация, сбор цветов и выкапывание луковиц.
Памятник природы занимает участок лиственных насаждений с фрагментом целинной степи. Растительность представлена тыпчаково-ковылевой степью с доминированием видов родов овсяница (Festúca), житняк (Agropýron), молочай (Euphórbia), полынь (Artemísia), тысячелистник (Achilléa), ковыль (Stipa). Встречаются кустарники: карагана скифская (Caragána scýthica), карагана кустарниковая (Caragana frutex), шиповник собачий (Rósa canína), шиповник Бордзиловского (Rosa bordzilowskii), хвойник двухколосковый (Ephédra distáchya), тёрн степной (Prunus spinosa subsp. stepposa Kotov.; подвид тёрна)/ Здесь встречается свыше 500 видов высших растений. Именно в памятнике природы Ближние Макорты был впервые собран вид птицемлечник желтоватый (Ornithogalum melancholicum) — многолетнее травяное растение и сублиторальный эндемик Северного Приазовья — И. В. Артемчуком в 1970 году; вид занесён в Европейский красный список.
В заказнике встречаются млекопитающие (кабаны, зайцы, лисицы, ежи, кустарниковые мыши), птицы (серая куропатка, обыкновенный перепел, жаворонок), пресмыкающиеся (ящерицы, ужи, черепахи), насекомые.